# Provincia di Junín
La provincia di Junín è una provincia del Perù, situata nella regione omonima.

## Geografia antropica

### Suddivisioni amministrative
È divisa in 4 distretti:
- Junín
- Carhuamayo
- Ondores
- Ulcumayo